# Trailers FilmFest
Il Trailers FilmFest è l'unico festival in Europa che premia il trailer cinematografico (solo negli Stati Uniti ne esiste uno analogo, il Golden Trailer Awards).
Il festival, nato nel 2003, è ideato e curato dall'Associazione Culturale Seven, è nato a Catania, dove si svolgeva all'ex Monastero dei Benedettini di Catania e al cinema Metropolitan. Tuttavia, si è scelto poi di portare il festival a Milano. Ha cadenza annuale. 

## Sezioni
Quattro le sezioni del festival: il concorso per il premio ai migliori trailer della stagione, TrailersLab con workshop, incontri, rassegne e dibattiti, Trailers Première con omaggi e anteprime cinematografiche accompagnate a Catania dai registi, dagli interpreti e dai distributori, Trailers Professional, segmento professionale del festival con  premi e riconoscimenti, momento di incontro e confronto per gli addetti ai lavori, dove i giovani possono presentare la loro idea di un film da realizzare partecipando al concorso Pitch Trailer.
La sezione TrailersLab è realizzata in collaborazione con l'Università di Catania e si svolge nella sede della Facoltà di Lettere e Filosofia, ex Monastero dei Benedettini.
La sezione Trailers Première si svolge al CineTeatro Metropolitan. Nelle tre serate del festival, in questa sezione sono previste delle anteprime.

## Il concorso
Per le tre sezioni del concorso "Italia", "Europa" e "World", il comitato di selezione del festival valuta i trenta migliori trailer per originalità, ritmo e appeal, tra i film usciti in Italia dal 1º settembre al 15 agosto di ogni anno.
Una giuria di cinque qualificati esperti, scelti fra produttori, sceneggiatori, registi, attori e critici cinematografici, sceglie il Miglior Trailer Italiano, il Miglior Trailer Europeo e il Miglior Trailer World. 
Accanto ai premi della giuria, viene assegnato un riconoscimento dal pubblico che, durante il festival e sul sito ufficiale, può votare il Miglior Trailer della stagione. I migliori trailer della stagione vengono premiati durante la serata finale del festival con l'Elefantino, simbolo della città di Catania.

## Partecipanti
Hanno fatto parte della giuria del festival: Vincenzo Cerami (sceneggiatore e scrittore), Callisto Cosulich (critico cinematografico), Fulvia Caprara (giornalista), Cecilia Dazzi (attrice), Oreste De Fornari (storico del cinema), Mario Fortunato (scrittore), Nino Frassica (attore), Maria Pia Fusco (giornalista), Galatea Ranzi (attrice), Fabrizio Mosca (produttore), Federico Vicentini Orgnani (regista), Federica Pierattelli (editore musicale) e molti altri.
Accanto al Concorso dei Migliori Trailer, il festival ha presentato diverse anteprime cinematografiche tra le quali Scoop di Woody Allen e reso omaggio alla carriera di artisti come Sandra Milo, Tinto Brass, Eleonora Giorgi, Carlo ed Enrico Vanzina.
Sono stati premiati con l'Elefantino, fra gli altri, anche Andrea Occhipinti per Lucky Red e Giampaolo Letta per Medusa film.

## Albo d'oro

### Vincitori dell'edizione 2011
- Miglior Trailer Italiano

Habemus Papam di Nanni Moretti
- Miglior Trailer Europeo

Il discorso del re di Tom Hooper
- Miglior Trailer World

The Tree of Life di Terrence Malick
- Miglior Trailer della Stagione (voto del pubblico)

Il Cigno Nero di Darren Aronofsky

### Vincitori dell'edizione 2010
- Miglior Trailer Italiano

Le Quattro Volte di Michelangelo Frammartino
- Miglior Trailer Europeo

Il Profeta di Jacques Audiard
- Miglior Trailer World

Alice in Wonderland di Tim Burton
- Miglior Trailer della Stagione (voto del pubblico)

Mine vaganti di Ferzan Ozpetek

### Vincitori dell'edizione 2009
- Miglior Trailer Italiano

Diverso da chi? di Umberto Carteni
- Miglior Trailer Europeo

Il canto di Paloma di Claudia Llosa
- Miglior Trailer World

Appaloosa di Ed Harris
- Miglior Trailer della Stagione (voto del pubblico)

Nemico pubblico N. 1 - L'istinto di morte di Jean-François Richet

### Vincitori dell'edizione 2008
- Miglior Trailer Italiano

Tutta la vita davanti di Paolo Virzì
- Miglior Trailer Europeo

Hitman - L'assassino di Xavier Gens
- Miglior Trailer World

Hairspray - Grasso è bello di Adam Shankman
- Miglior Trailer della Stagione (voto del pubblico)

Amore, bugie e calcetto di Luca Lucini

### Vincitori dell'edizione 2007
- Miglior Trailer Italiano

Nuovomondo di Emanuele Crialese (01 distribution)
- Miglior Trailer Europeo

Diario di uno scandalo di Richard Eyre (20th century Fox)
- Miglior Trailer World

300 di Zack Snyder (Warner Bros.)
- Miglior Trailer della Stagione (voto del pubblico)

300 di Zack Snyder (Warner Bros.)

### Vincitori dell'edizione 2006
- Miglior Trailer Italiano

Il mio miglior nemico
di Carlo Verdone, Filmauro - Italia
- Miglior Trailer Europeo

La Rosa Bianca - Sophie Scholl
di Marc Rothemund, Istituto Luce - Germania
- Miglior Trailer World

A History of Violence di David Cronenberg, 01Distribution - Usa
- Miglior Trailer della Stagione (voto del pubblico)

Le cronache di Narnia - Il leone, la strega e l'armadio di Andrew Adamson, Buena Vista International - USA